# Historia de Bel y el Dragón

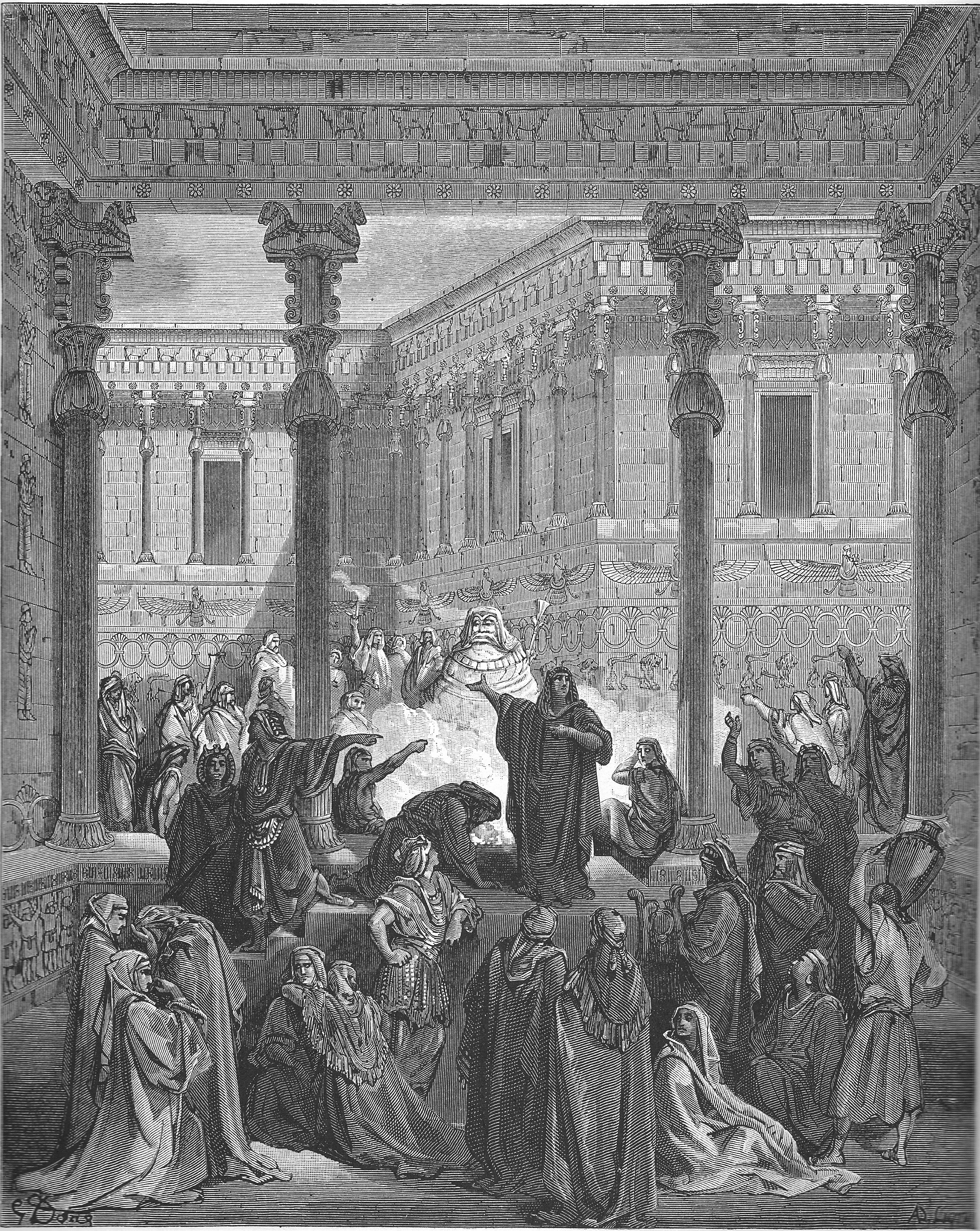
El Rey David confronta a los sacerdotes de Bel

La Historia de Bel y el Dragón puede ser definida como un breve cuerpo de texto independiente comúnmente asociado al Libro de Daniel. Así es que este texto aparece incluido entre los textos griegos inclusos en la Biblia Septuaginta, la cual data entre los siglos III-I a. C.
En su propia versión de la Biblia, editada en el siglo II de la Era Cristiana, el judío Teodoción incorpora de lleno ambos textos al Libro de Daniel; al que ambos documentos han sido asociados a través de los siglos por parte de distintas tradiciones cristianas tempranas e históricas, como las ortodoxas y orientales, y la católica.
En las Biblias actuales usadas por los fieles y adeptos de esas tradiciones, estos dos documentos han sido agregados como parte integrante del Libro de Daniel; si bien, ya desde Henry Barclay Swete y Alfred Rahlfs, todos los estudiosos y editores de los escritos bíblicos han venido observando que, en realidad, se trata de dos cuerpos de texto completamente independientes entre sí, así como del Libro de Daniel.
Algunos estudiosos consideran que la Historia de Bel y el Dragón pudo haber sido escrita en idioma arameo hacia el siglo II a. C., y traducido al griego para ser incluido en la Biblia Septuaginta. Aunque debe observarse que, entre los estudiosos, no existe un consenso muy claro ni preciso referente a la lengua, al tiempo o al lugar de la composición de estos textos bíblicos.

## Sinopsis
En este documento han sido relatados dos breves episodios legendarios sobre la actividad del profeta Daniel en plan de consejero de algún rey del Oriente. El texto más comúnmente leído, basado en la tardía Versión de Teodoción, ubica los sucesos relatados en la corte de Ciro I el Grande, rey de Persia.
El dato, sin embargo, es bastante tardío, así como impreciso, desde la perspectiva del contexto histórico, geográfico, social y cultural de algunos de los hechos citados en el texto. (Se antoja muy extraño imaginar a un rey conquistador postrado ante los dioses de reinos conquistados. Por lo general, sucede a la inversa. Y el texto de la Biblia Septuaginta, bastante más antiguo, jamás menciona el nombre del rey en cuya corte habrían sucedido los hechos relatados.)
De acuerdo a la primera parte del relato, el profeta demuestra, de una forma detectivesca (espolvoreando harina en el suelo para que puedan apreciarse las huellas de los ladrones) que Bel, patrono y protector de Babilonia, no es un dios verdadero porque son los sacerdotes los que consumen las ofrendas, aunque la cámara está completamente cerrada, pues un rey de Babilonia ofrendaba diariamente delante de su estatua enormes cantidades de alimentos, que eran "devorados" por la estatua de Bel. Daniel demuestra al rey que todos los manjares y alimentos ofrendados al dios, eran, en realidad, consumidos por los sacerdotes de dicho ídolo, sus niños y mujeres, que pasaban a la estancia, aparentemente cerrada, a través de un pasadizo oculto.
En la segunda parte, el profeta destruye un animal al cual los babilonios adoraban en virtud de su aspecto imponente. La voz griega δρακων, drakón, traducida dragón, fue empleada con frecuencia en la Biblia Septuaginta para hacer referencia a todo tipo de seres que se suelen desplazar o propulsar por medio del arrastre, o del deslizamiento de sus cuerpos —de esta acepción a dicho término, es de donde se infiere que pudiese tratarse de un enorme reptil—.
En virtud de estos hechos, los exégetas piensan que, en caso de haber sido real este relato, el animal nombrado con este vago término podría haberse tratado de alguna gran serpiente (probablemente un pitón, o una enorme cobra), o de algún gran lagarto (probablemente un varano, o un dragón de Komodo). (Si bien cabe aclarar que, desde una perspectiva antropológica, de estas cuatro opciones, la opción de una gran cobra muy bien podría ser, y por muchas razones, la más verosímil; ya que, entre otras cosas, se encuentra avalada por el testimonio de la multimilenaria adoración de esta variedad de reptiles ofidios en el no lejano Subcontinente Indio.)
Finalmente, el profeta es salvado y preservado de forma prodigiosa cuando los sacerdotes de aquellos ídolos deciden arrojarlo en un foso para ser devorado por leones hambrientos. Este último pasaje del relato ha sido cuestionado de forma reiterada, debido a que guarda un paralelismo muy incómodo, para los estudiosos, con ese otro episodio de los textos del Libro de Daniel, en donde se relata un hecho similar presuntamente acontecido en tiempos de Darío, rey de los medos (Daniel 6:15-27).
De hecho, la Vulgata Latina de Jerónimo agrega, al final de todo el texto, un verso en que retoma, de forma abreviada, pasajes extractados de la disertación de Darío mencionada en Daniel 6:25-27. Y esta muy polémica adición, Verso 42 [43] (numeración variable de acuerdo a las versiones), aún puede ser leída en castellano al final del relato en las Biblias castellanas de Félix Torres Amat, Nácar-Colunga y Juan Straubinger, si bien debe observarse que este verso final es completamente ajeno al relato original.

## Historicidad
Entre las objeciones a la historicidad de estos relatos, se puede mencionar el hecho demostrado que el profeta Habacuc, citado por el texto como contemporáneo de Daniel, ya debía haber muerto varias décadas antes del arribo de Ciro de Persia al trono del Imperio Babilonio (aproximadamente hacia el año 538 a. C.).
Mas, si se tiene en cuenta que la Versión LXX original —bastante más antigua que la de Teodoción— jamás menciona a Ciro, ni al dominio de Persia, no existe impedimento serio alguno para ubicar los hechos relatados un medio Siglo antes, en las primeras décadas del siglo VI a. C., o sea, entre los años 590-580 a. C., cuando Daniel hubiera sido un hombre muy joven, de 20 a 30 años, y un profeta Habacuc sólo un poco mayor —cuya labor profética ha sido ya datada entre los años 616 y 597 a. C.—, ya para ese entonces, se hubiera retirado de la labor profética, y dado a la labor comunitaria de preparar las viandas, bebidas y alimentos para los segadores de los campos (Verso 33).
Y, aun cuando los exégetas, a causa de los múltiples desfases contextuales a los que ha inducido la tardía datación del pasaje por parte del judío Teodoción, no han considerado necesaria ninguna asociación de estos hechos con otros relatados en pasajes del Libro de Daniel, el capítulo 3 de la Versión LXX de dicho documento menciona la erección de una estatua dorada de 30 metros de alto y proporciones humanas en el año 18 de Nabucodonosor —que correspondería al año 587 a. C.—. El relato refiere que tres de los amigos de Daniel habrían sido arrojados en un horno de fuego por no adorar la estatua.
Si se determinase la probabilidad de que el capítulo 3 del Libro de Daniel, y la Historia de Bel y el Dragón, hiciesen referencia a una misma imagen, el relato de Bel podría quedar datado en alguna fecha próxima al año 18 de Nabucodonosor, que es el año 587 a. C. Solamente que, para ello, se necesitaría replantearse de forma muy seria la posibilidad de la historicidad de múltiples sucesos relatados en los escritos propios de la versión LXX de la Biblia, los deuterocanónicos, y no desestimarlos a ciegas por defecto.